# L'Ex de ma vie
Pour plus de détails, voir Fiche technique et Distribution.
L'Ex de ma vie est un film franco-italien réalisé par Dorothée Sebbagh, sorti en 2014.

## Synopsis
Ariane, une violoniste, accepte la demande en mariage de Christen, chef d'orchestre. Le problème est qu'elle est encore mariée ! Il faut trois ans pour divorcer en Italie. Elle convainc alors Nino, instituteur italien, de l'accompagner à Paris pour divorcer en 8 jours chrono. Mais leur séjour à Paris ne se passe pas tout à fait comme prévu...

## Fiche technique
- Titre français : L'Ex de ma vie
- Réalisation : Dorothée Sebbagh
- Scénario : Dorothée Sebbagh et Fanny Chesnel
- Photographie : Gilles Porte
- Société de production : Les Films du 24, en association avec la SOFICA Cinémage 8
- Pays d'origine :  France /  Italie
- Format :
- Genre : comédie
- Durée : 80 minutes
- Date de sortie : 
  -  France : 25 juin 2014

## Distribution
- Kim Rossi Stuart : Nino
- Géraldine Nakache : Ariane
- Catherine Jacob : Daphné
- Pascal Demolon : Christen
- Sophie Cattani : Barbara
- Nicole Ferroni : la guide du groupe Paris mon amour
- Nora Hamzawi : l'employée de mairie

## Anecdotes
Géraldine Nakache déclare que le tournage de ce film fut la pire expérience de sa vie. Le comportement de Kim Rossi Stuart a été décrit comme un « enfer ». Ces propos sont confirmés par Géraldine Nakache qui a trouvé odieux le comportement de l'acteur italien.